# ألد وين ديفيز
ألد وين ديفيز (بالإنجليزية: Aled Wyn Davies)‏ هو مغني وفلاح بريطاني، ولد في 3 أغسطس 1974 في Llanbrynmair ‏ في المملكة المتحدة.

## وصلات خارجية
- ألد وين ديفيز على موقع ميوزك برينز (الإنجليزية)
- ألد وين ديفيز على موقع ديسكوغز (الإنجليزية)